# Warped
«Warped» — песня американской рок-группы Red Hot Chili Peppers, первый сингл из альбома One Hot Minute. Была выпущена 9 августа 1995 года на лейбле Warner Bros. Records.
Как и большинство песен из альбома One Hot Minute, музыканты не исполняли эту песню на своих концертах начиная с 1996 года.

## О песне
Песня начинается с нехарактерного для группы тихого вступления, переходит в «хэви-металлические» риффы и завершается мягкой, мелодичной концовкой. Вокал Энтони Кидиса был обработан для получения эффектов дисторшна и эхо, что резко контрастировало с рэперским речитативом предыдущего материала группы. В музыкальном плане мелодия «Warped» имеет хаотичный и тревожный характер — эта меланхоличная атмосфера присутствует практически во всех композициях альбома. В песне Кидис описывает своё «смятение по поводу наркотиков», начиная с первых строк: «Моя тенденция к зависимости раздражает меня».
Несмотря на статус «первого сингла», ни сама песня ни музыкальное видео не попали в сборник лучших хитов группы Greatest Hits. Би-сайд — «Melancholy Mechanics» прозвучал в саундтреке к фильму «Смерч», а также был выпущен на японском издании One Hot Minute.
Во время концертных исполнений «Warped» группа иногда играла отрывок из песни «Three Days» группы Jane's Addiction (бывшего коллектива Дэйва Наварро) в конце песни. «Warped» дебютировала «в живую» на фестивале Вудсток 94', текст песни сильно отличался от финальной версии.

## Музыкальное видео

Энтони Кидис. Кадр из видеоклипа

Летом 1995 года группа вносила последние штрихи в новый альбом и начала снимать клипы. Музыканты обратились к шурину Фли, Гэвину Боудену, который и стал режиссёром. Он предложил развернуть действие клипа «Warped» в гигантском деревянном цилиндре. Съемки проходили два дня, на тот момент это было самое дорогостоящее видео группы. По мнению Кидиса, в нём есть просто гениальные сцены.
В клипе есть эпизод, который привлёк наибольшее внимание публики — сцена, где Наварро целует Кидиса. Предполагалось, что Фли, Дэйв и Энтони выйдут из-за стены и станцуют мистический танец теней. Съемка сцены растянулась на десять дублей, Боуден и Кидис чувствовали, что группа не справляется. Музыканты вернулись на исходные позиции для новой попытки, и Наварро сказал Кидису: «В этот раз, когда мы выйдем, я собираюсь обернуться и поцеловать тебя, чтобы оживить эту сцену». Вокалист ответил: «Хорошо, отличная идея», думая, что это будет дружеский поцелуй. Но в итоге, вместо лёгкого поцелуя, что само по себе эпатажно для рок-н-рольного клипа, получился практически французский поцелуй, что не́сколько удивило Кидиса. Однако, группа не придала этой сцене большого значения и продолжила съемку.
Представители лейбла Warner Bros., получив готовый клип, сообщили музыкантам: «Мы видели поцелуй, и хотим чтобы вы вырезали его прямо сейчас». На вопрос Кидиса: «Почему?», последовал ответ: «Мы думаем вы тоже хотите избавиться от этой сцены, так как она грозит потерей части фанатов — они этого просто не поймут».

Кидис вспоминал: 
Когда я впервые увидел поцелуй, я подумал о том, что я могу либо убрать его, либо оставить, но минута, когда корпорация сказала „поцелуя не будет“, стала минутой когда я сказал „нет, поцелуй останется“. Мы обсудили это в группе и проголосовали за поцелуй. Мы потеряли огромную часть фан-боев из колледжей. Мы получали письма в которых нас называли „педиками“, начали распространяться сплетни, и мы снова начали думать над нашим решением. Поразмыслив над этой ситуацией, пришли к выводу: „К чёрту. Может пришло время проредить деревенщин. Если они не могут понять, что мы делаем, мы в них больше не нуждаемся“.
В итоге поцелуй был отставлен из принципа — музыканты не стали идти на компромисс и «прогибаться» перед мейджор-лейблом и стереотипами «деревенщин».

## Список композиций
Компакт-диск (1995)
1. «Warped» (отредактированная версия)
2. «Pea» (альбомная версия)
3. «Melancholy Mechanics» (прежде не издавалась)

## Участники записи
| Red Hot Chili Peppers - Энтони Кидис — вокал - Дэйв Наварро — гитара - Фли — бас-гитара - Чэд Смит — ударные | Дополнительные музыканты - Стивен Перкинс — перкуссия |